# Лукавиця
Лука́виця — село в Україні, у Самбірському районі Львівської області. Населення становить 172 особи (2021). Орган місцевого самоврядування - Ралівська сільська рада.

## Історія
Перша письмова згадка датується 21 березня (30 березня за новим стилем) 1430 року — король Володислав дозволяє Райдонію з Винник закріпачити село.

## Населення

### Мова
Розподіл населення за рідною мовою за даними перепису 2001 року:
| Мова       | Кількість | Відсоток |
| ---------- | --------- | -------- |
| українська | 226       | 99.12%   |
| румунська  | 2         | 0.88%    |
| Усього     | 228       | 100%     |